# ディティールアップ

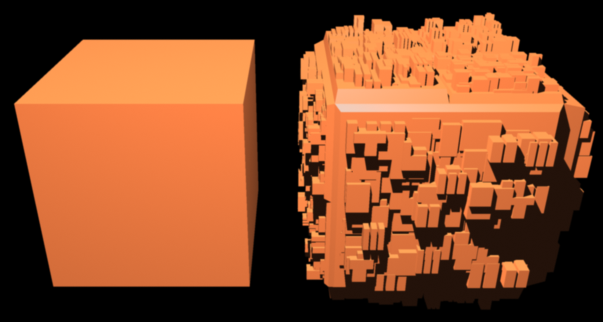
普通の立方体と「ディテールアップ」した立方体

ディテールアップ（和製英語: detail-up、英：greebleまたはnurnie）とは、模型やCGなどの表面により細かいディテールを付け加えること。

## 概要

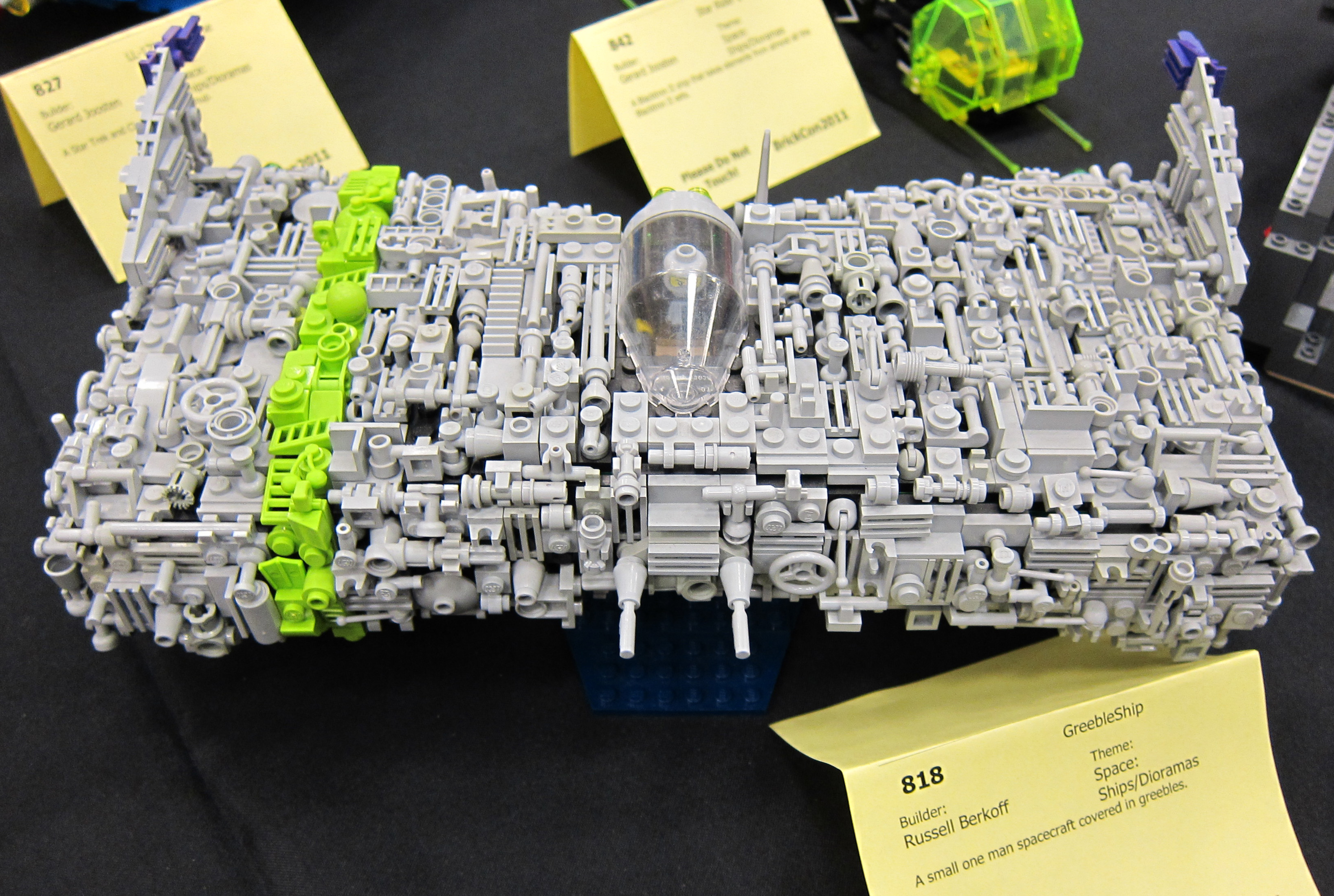
レゴでディテールアップした宇宙船

ディテールアップをすると、見た目がさらに素敵になる。見る人の印象としては、同じサイズでもスケーリングが大きくなったように感じる。
ディテールアップの為に取り付けるディテールは、シール(デカール）を貼り付けたり、円筒形、立方体、直方体のような簡単なパーツで済む場合もあるし、ケーブル、タンク、歯車といった機械的なパーツを取り付ける、さらに複雑な場合もある。
「ディテールアップ」の用語は、映画産業の特殊撮影（日本では特撮、海外ではSFXと呼ばれる）の一つとして、架空の宇宙船やSF的建築物などのオブジェクトをよりリアルに見せる場合に使用されている。CGが無い時代は物理的な模型を撮影して映画を作っており、特殊撮影スタッフが撮影用模型にディテールを人力で付け加えていた。現在はCGでプロシージャル(手続き的)に自動でオブジェクトのディテールアップを行ってくれる3DCGソフトもある。
また、趣味の模型製作で、市販のプラモデルでは省略されている部分や、自作の模型（スクラッチ）の細部をさらに作り込む場合にも使われる。映画やアニメに出て来た宇宙船やロボットなど、元々架空の存在の模型を「リアル」に表現するために、市販のプラモデルでは省略されている部分を映画やアニメに出て来たのと同じデザインに近づけ、パーツを削ったり取り付けたり塗装したり、またスミ入れやウェザリングなども行う。
「ディテールアップ」は和製英語で、英語では「greeble」（または「nurnie」）と言う。英語の「greeble」は、映画『スター・ウォーズ』（1977年）の制作現場に由来する言葉で、模型用語と言うより日本で言うところの「特撮用語」に近いニュアンスがあり、撮影用模型に特撮スタッフが「SF・特撮でよく見るいかにもSFっぽいディテール」を付け加えることを元々は意味した。現在は趣味の模型やCG制作などでも、日本語の「ディテールアップ」とよく似た意味で使われているが、例えば「都市」と言う設定のセットに「いかにも高層ビルっぽい直方体」を大量に付け加えたりなど、オブジェクトに物理的なディテールを付け加えて見た目を複雑にすることだけを意味し、塗装やテクスチャ編集、またはスミ入れやウェザリングなどのカラーリング的なディテールまでは含まない。

## 語源
英語の「greeble」の言葉を最初に使ったのは、『スター・ウォーズ』（1977年）の特殊撮影部門で働いていた人たち（後にインダストリアル・ライト&マジックとなる）である。彼らはこのデザイン方法を"guts on the outside"（外側のガッツ）と称した。
「nurnies」という言葉は、 Foundation Imaging社が『バビロン5』（1993年）を制作した時に作り上げたCGIの技巧的なディテールに言及して、同社の設立者のロン・ソーントンが作り出した言葉だとされている。

## SF映画やテレビ番組
「greeble」、つまりSFの撮影用模型に「いかにもSFっぽいディテール」が取り付けられた初期の例は『2001年宇宙の旅』 (1968年)の宇宙船である。 当時は「greeble」ではなく「wiggets」と呼ばれていた。
ディテールアップのために物理的な模型に取り付けるのは、映画の特殊撮影スタッフが自力で制作した物だけでなく、身近にある面白い形のプラスチックの一部や、市販の何かの模型キットの一部であることもある。例えば、『スター・ウォーズ』（1977年）に登場したインペリアル級スター・デストロイヤーの当初のデザインは、合板で組まれた模型にスチロール板で肉付けがされただけのもので、パネルラインはスチロール板の切り出しで表現されていたが、基本的には表面に何もついていなかった。そこで撮影用模型の製作スタッフは即座に数百の市販の模型キットを購入してパーツを切り取り、表面に張り付けた。その目的は、宇宙船の広いエリアに細かいディテールを取り付けることで、観客に宇宙船をよりリアルに見せることである。ディテールアップで取り付けられたそれぞれのディテールの役割は、単に空きスペースを埋めるだけのもので、当初は特にはっきりした役割は持たされていなかったが、後にファン向けのガイドブックで、熱狂的ファンやテクニカル・イラストレーターによる「考察」で、それぞれのディテールに特定の役割が与えられることになった。
市販の模型キットの一部を流用したディテールアップのもう一つの例は、『宇宙空母ギャラクティカ』（1978年版）で、アポロ宇宙船、サターンロケット、F-16、そして戦車などの様々な市販の模型キットの一部を使ってディテールをアップしていた。

## 舞台セットのインテリア
映画などで、撮影用模型だけでなく舞台セットのインテリアをディテールアップする専門職がいる。
『スター・トレック』（1966年版）では、廊下の壁が何かいい感じのディテールで装飾されていた。 
『エイリアン』（1979年）では、宇宙船ノストロモ号のインテリアがディテールアップされていた。アート・ディレクターのロジャー・クリスチャン曰く、「とにかくやってみよう。そういうわけで、我々は何人かの飾りつけ要員をリクルートし、数トンのスクラップを手に入れ、ノストロモ号のブリッジに赴いて作業した。セットをパイプとワイヤーとスイッチとチューブで覆い、その全てをミリタリー・グリーンでペイントし、ラベルをステンシルした。」

## 趣味のプラモデル

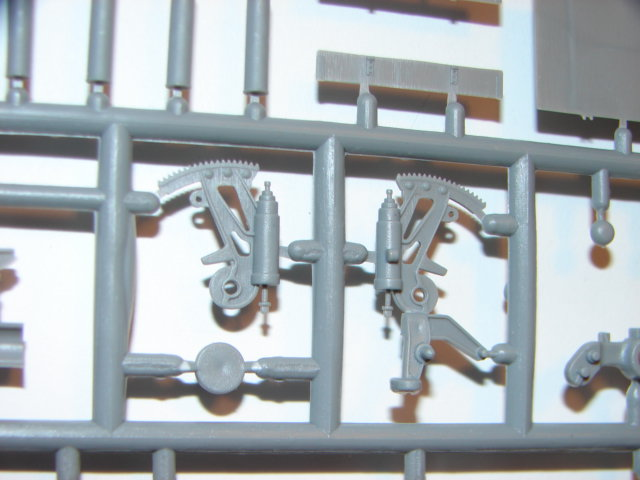
ディテールアップ用に使うプラモデルのパーツ。パーツどころかその周囲のランナー（湯道）を削り出して使うことすらある

プラモデル初心者は市販のプラモデルを普通に組むだけで一苦労だが、さらに自力でプラモデルの細部を作り込むディテールアップを行うには中・上級者向けの技術が必要になる。パーツを自力で削り出したりできない初心者でもパーツを取り付けるだけでディテールアップできるように、ディテールアップ用のパーツも販売されている。
プラモデルのディテールアップの主な技法としては、スミ入れ、スジ彫り、デカール、ウェザリング、エッチングパーツの取り付け、などがある。
デカールをスジ彫りの部分でデザインナイフで正確にカットする「デカールカット」、ウェザリング塗装の際に一部を塗装し残す「マスキング」、などの高度な技もある。例えば窓のウェザリング塗装を行う際、窓の一部を扇形にマスキングすることで、ワイパーの跡を表現する。

## 3DCGの自動ディテールアップ
3DCGの分野では、多数の細かいディテールを正確に手作業で作成するという時間のかかるプロセスを回避するために、いくつかのソフトウェアでは自動でディテールアップをしてくれる「greeble」という機能がサポートされている。ディテールアップはとても面倒くさく、反復的な作業なので、ソフトウェアベースの自動プロシージャル生成に最も適した作業だと考えられている。
「greeble」の流れとしては、サーフェスをより小さな区画に細分割（サブディビ）し、新しいサーフェスにディテールを付け加える、という作業を、指定した特定の数値（Level Of Detail、LOD）まで再帰的に行う。フラクタルを生成するアルゴリズムに似ている。